# Ulrich Schmidt (Kfz-Techniker)
Franz Alexander Ulrich Schmidt (* 8. November 1902 in Bromberg; † 1. März 1988 in Oldenburg (Oldb)) war ein deutscher Kfz-Techniker.
Um 1929 entdeckte er an der Technischen Hochschule Berlin, 

„daß bei besonders hohen Drehzahlen (über 6000 Umdrehungen pro Minute) neue Gesetzmäßigkeiten im Motor auftreten. Die Maschine hält sich dann nicht mehr an die Lehrbuchregeln, wonach der Kolben wie eine Pumpe das gasförmige Benzin-Luft-Gemisch ansaugt, dann verdichtet, von dem explodierenden Gas abwärts geschleudert wird und schließlich die verbrannten Gase durch den Auspuff ins Freie schiebt. Bei 11 000 Umdrehungen pro Minute … kann [das Gas] nicht mehr jeder Einzelbewegung des Kolbens folgen. Statt dessen versetzt der tobende Kolben das Gas in eine rasende Strömung vom Vergaser durch den Zylinder in den Auspuff. Dieser dichte, schnelle Gasstrom wird jedoch durch die Ventile, die den Zylinderraum öffnen und schließen, ständig kurz unterbrochen. Der Gasstrom beginnt in sich selbst unter hohen Drucken zu schwingen.“

Er schrieb 1932 seine Dissertation Das Auspuffgeräusch von Verbrennungsmotoren. Am 18. Dezember 1932 meldete er das Patent Schalldaempfer fuer den Auspuff von Brennkraftmaschinen an, das sich auch im 21. Jahrhundert noch großer Beliebtheit erfreut. Um 1938 forschte er mit Walter Froede zur Benzineinspritzung.
Vom 5. Oktober 1943 bis 1945 war er Dozent für Kraftfahrttechnisches Messwesen im Lehrgebiet Wärme- und Kraftwirtschaft an der Fakultät III für Maschinenwesen der Technischen Hochschule zu Berlin. Nachdem Georg Beck am 4. November 1943 auf einer Dienstfahrt verunglückt war, wurde Ulrich Schmidt auch kommissarischer Leiter des Instituts.
Ab 1949 war er Leiter der technischen Kommission des Verbands der Automobilindustrie (VDA). 1951 übernahm er einen Lehrauftrag für Kraftfahrwesen an der Technischen Hochschule Darmstadt, dem 1953 seine Ernennung zum apl. Professor folgte.

## Veröffentlichungen
- Alfred Kauffmann, Ulrich Schmidt: Schalldämpfer für Automobilmotoren: Entstehung und Dämpfung des Auspuffgeräusches / Versuchsanstalt für Kraftfahrzeuge der Technischen Hochschule Berlin. 1932[8]